# 유신 (도여후)
유신(劉申, ? ~ 기원전 127년) 또는 유유(劉由)는 전한 중기의 제후로, 승상 유사의 아들이다.

## 행적
건원 원년(기원전 140년), 유사의 뒤를 이어 도후(桃侯)에 봉해졌다.
원삭 2년(기원전 127년)에 죽으니 시호를 여라 하였고, 작위는 아들 유자위가 이었다.

## 출전
- 사마천, 《사기》 권18 고조공신후자연표
- 반고, 《한서》 권16 고혜고후문공신표

| 선대 아버지 도애후 유사 | 전한의 도후 기원전 140년 ~ 기원전 127년 | 후대 아들 유자위 |